# 筏馱摩那
筏馱摩那，或譯笩駄摩那、伐達摩那（约前599年—前527年，意謂光榮者），傳統上認為他在佛教典籍中又名尼乾陀若提子、尼乾子或尼犍，古印度宗教思想家，印度列国时代跋耆国人，耆那教的開創者，被教徒尊稱為大雄（音譯摩訶毘羅，即偉大的英雄）。筏馱摩那的生平与悉達多太子的生平相似。耆那教認為筏馱摩那是第二十四位且是最后一位蒂爾丹嘉拉（tīrthankara，意謂祖師）。
學者大多認為筏馱摩那與喬達摩·悉達多太子生活在同一個時代，但近年這個觀點開始受到抨擊。尼乾陀若提子被佛教歸類為六師外道之一。

## 名稱
傳統上認為佛教教典記載其名為尼乾若提子或尼乾陀若提子（梵語：Nirgrantha-jñāniputra，印度俗語：Niggaṃtha-nāyaputta），其弟子被稱為尼乾子。尼犍教是他所領導的宗教的名稱，意為離繫、無繫，其名為若提子，意思是他乃若提氏族（Jñāta，智慧）出身。筏馱摩那本為尼犍教教內的尼乾陀派的修煉者，後來革新教義，開創了耆那教。

## 生平
筏馱摩那的出生地點，自古有許多說法，有三種說法最被人所熟知：包括今天的瓦伊沙利縣，比哈爾邦贾穆伊，或是王舍城附近的那爛陀。其中比哈爾邦贾穆伊即是十六雄国时期跋耆国首都吠舍离外45公里的贡得村。
筏馱摩那與悉達多太子一樣，是部落首領的兒子，在良好的環境中長大，他的父親為出身自甘蔗王朝的刹帝利，名為悉達羅陀 (Siddhartha)，母親是離車部落的公主，名為陀利舍利 (Trishala)。三十歲時筏馱摩那放棄了財產、家庭（他有一個妻子和女兒）和舒適的環境，決定出走尋求真理，追求精神上的覺醒。在之後的十二年半，他透過進行密集的冥想和深度的懺悔，最終在Jrimbhikagrama的Rijubalika河邊的沙羅樹下大悟，得到了專一知識 (Kevala Jñāna)，也就是最終的啟示。之後，他用餘下的三十年生命遊方傳道，走遍了印度，傳授他的哲學，反對種姓制度，主張和平主義，反暴力，還有不殺生、不妄語、不偷盜、不邪淫及不執着的五誓言。筏馱摩那認為，透过禅定和自我实现达到了湼槃的境界的人，他们就是耆那 (Jina)，即勝者，故稱耆那教。
筏馱摩那在波婆城 (Pāvā，今日的波婆普里城) 辭世，年七十二，白衣派認為他在公元前527年涅槃，而天衣派認為是公元前468年。耆那教文獻對他涅槃的描述各不相同，有些描述了一個簡單的涅槃，而另一些則講述了眾神和國王參加的盛大慶典。 根據Jinasena的《Mahapurana》，天眾前來參與他的葬禮。天衣派傳統的《教義精要》說，他死後只留下指甲和頭髮，身體的其餘部分像樟腦一樣揮發在空氣中。在一些文本中，筏馱摩那在七十二歲時，在六天的時間裡向一大群人講道，大眾在這期間內睡著，醒來發現他已經消失了（只剩下他的指甲和頭髮，並由他的追隨者火化）。耆那教相信筏馱摩那已經成為悉達 (Siddha)，永遠居住在位於世間頂端的悉達希拉 (Siddhashila)。
筏馱摩那生前有弟子十一人，然而大多斷食而死。在筏馱摩那入滅後，由餘二弟子印德拉菩提 (Indrabhūti) 與蘇達摩 (Sudharma）代替他繼續傳法。

## 佛敎典籍相關記載
佛教教典《中阿含經·尼乾經》記載了尼乾陀若提子所宣揚的宿作因論，他教導人們用苦行消除舊業，然後避免增添新業，若業盡則能解脱。值得注意的是，尼乾陀若提子本人沒有使用耕麻（kamma, 即業力(karma)）這個術語，而是使用丹達這個術語，尼乾陀若提子聲稱由行為所造成的惡業比由意念所造成的惡業更具罪惡性。

佛教教典《中阿含經·尼乾經》記載説：
|  | 諸尼乾等，如是見、如是說，謂：人所受，皆因本作。若其故業，因苦行滅，不造新者，則諸業盡。諸業盡已，則得苦盡，得苦盡已，則得苦邊。 |

這個理論的內容亦見於部派佛教典籍《根本說一切有部毘奈耶》：
|  | 時，實力子，復更往詣尼揵陀慎若低子所，而白之曰：大師！何者是仁所宗法理？於諸弟子以何教誨？勤修梵行獲得何果？彼師答曰：太子！我之所宗，作如是見，作如是說：若諸人等，見有所受苦樂之事，皆由先世所造業因，以苦行力，能除宿業，不造新業，決生死堤，證無漏法，諸業便盡，諸業盡故，諸苦亦盡。 |

大乘佛教教典《中阿含經·優婆離經（一三三經）》記載了尼乾陀若提子的死因，宣稱這與其弟子優婆離皈依佛家、他氣極吐血一事有關：
|  | 尼揵親子問曰：「居士！汝以何意稱歎沙門瞿曇耶？」優婆離居士報曰：「尊人！聽我說喻，慧者聞喻則解其義。猶善鬘師、鬘師弟子採種種華，以長綖結作種種鬘。如是，尊人！如來、無所著、等正覺，有無量稱歎，我之所尊，以故稱歎。」說此法時，優婆離居士遠塵離垢，諸法法眼生。尼揵親子即吐熱血，至波和國，以此惡患，尋便命終。 |

上座部佛教典籍把尼乾陀若提子描述為一個驕傲的、虛偽的、滿嘴謊言的、脾氣暴躁的宗教家，並且聲稱他事實上沒有他宣稱擁有的各種神通力，還記載説他及其弟子曾數次在與佛家弟徒之間的辯論及比試中落敗。這些典籍也把跟隨他的許多尼乾子描述為在品格上有不少缺陷的外敎徒，並且聲稱尼乾陀若提子在臨終前意識到自己所給予的教誨是愚蠢的，故此他要求其弟子接受釋尊瞿曇所給予的教誨，但在講解這些教誨時，他向在他一邊的弟子傳授斷見，卻向在他另一邊的弟子傳授常見，結果導致尼乾子之間發生激烈的爭吵及打鬥，因而導致其勢力在他逝世時土崩瓦解，此外, 有典籍曾經提到在部派佛教除饉那先在世時期，有一個名叫尼乾塔那達子的宗教領袖，一些佛敎徒聲稱他可能是尼乾陀若提子的繼承者。

## 關於其身份的另類説法
有一些説法聲稱佛教典籍所提及的尼乾陀若提子與耆那教開創者筏馱摩那未必是同一個人。宗教學家米歇爾·克拉斯昆-約翰遜（Michel Clasquin-Johnson）聲稱佛教及耆那教在對這一個人物的描寫方面上有着太多不同之處，雖然他表示自己沒有找到足夠的證據，但是他認為有理由懷疑把尼乾陀若提子與筏馱摩那等同起來的説法是不正確的，因此他聲稱尼乾陀若提子可能是一個其生平及思想與筏馱摩那的生平及思想很相似但目前已經被遺忘的宗教家，也可能是一個複合人物，其形象由筏馱摩那的形象及另一位已被遺忘的宗教領袖的形象合併而成，這個宗教領袖可能是尼犍教教內的另一個教派的領導者或像提婆達多那樣試圖奪權卻失敗了的篡位者，其事跡可能已經在漫長的歷史中失傳或被後世的耆那教信奉者從文獻記載上刪去。
信奉耆那教的、尊崇佛敎的宗教學研究人阿米特·傑恩（Amit Jain）聲稱佛教典籍關於裸形外道的記載與關於耆那教的前身尼犍教的歷史事實有很多不相符的地方，例如裸形外道相信身體及情緒都是自我的一部份而尼犍教相信只有命我才是自我，又例如裸形外道在寺院內做飯並要求別人帶備飯菜，而尼犍教僧尼不這樣做；因此他聲稱佛教典籍中的尼乾陀若提子事實上可能是被稱為尼甘塔 (Nigantha, 意思是裸形沙門) 的外道宗師米卡利·哥沙拉。
宗教史學家比平·沙阿（Bipin Shah）聲稱筏馱摩那與悉達多不是生活在同一個時期的人，他引述了米歇爾所寫的論文的內容以表示其認為筏馱摩那與尼乾陀若提子不是同一個人，比平聲稱耆那教教典所提及的哥薩拉·曼哈利弗（Gosala Mankhaliputta）與佛教教典所提及的末伽梨·瞿舍羅不是同一個人，哥薩拉·曼哈利弗曾是筏馱摩那的弟子且宣揚了早期濕婆派思想的一種變體，而末伽梨·瞿舍羅與筏馱摩那不是生活在同一個時期的人，比平聲稱尼乾陀若提子可能是早期邪命外道的領導者，其聲稱邪命外道的思想與筏馱摩那所給予的教誨之間有不少差別，比平也舉出了許多理據以批駁聲稱筏馱摩那與悉達多生活在同一個時期的傳統説法。

## 學術研究
1880年, 著名宗教學家赫爾曼·雅可比發表了一篇關於象教及耆那教當中提及摩訶毘羅的文獻的論文、駁斥了早期西方學者所提出的耆那教是釋教教內的一個外道教派及筏馱摩那與釋尊瞿曇是同一個人這兩個説法。